# 우리은행 은행사박물관
『우리은행 은행사박물관』은 2004년 7월 20일, 우리은행 회현동1가 본점 지하 1층에 첨단 전시매체로 개관하였다. 한국 근대은행의 출현에서부터 일제식민지기, 광복과 민족분단, 경제 개발기 및 IMF 외환위기 이후 현재에 이르기까지 한국의 은행이 걸어온 발자취와 역사를 한눈에 볼 수 있는 곳이다.
또한 국내 유일의 저금통 소장 박물관으로서 세계 각국의 진귀하고 다양한 저금통 6,000여점중 600여점을 저금통 테마파크 및 저금통 갤러리를 통해 전시하고 있다.
한국의 은행 100년의 역사를 정리하여 어린이 및 청소년들에게 경제에 대한 이론과 실제를 함께 보여주고, 친숙하고 다양한 세계 희귀 저금통을 통해 어린이들에게 저축 및 경제에 대해 쉽게 이해할 수 있는 기회를 제공한다.

## 정보
- 주소: 서울특별시 중구 회현동1가 우리은행 본점
- 홈페이지: http://www.woorimuseum.com
- 개장시간: 화~토요일, 10:00~18:00
- 입 장 료: 무 료
- 휴 일: 일,월요일, 법정 공휴일

## 같이 보기
- 대한민국의 박물관과 미술관 목록

## 참고 자료
본 문서에는 서울특별시에서 지식공유 프로젝트를 통해 퍼블릭 도메인으로 공개한 저작물을 기초로 작성된 내용이 포함되어 있습니다.